# أولغا كنيبر
أُولْغَا لِيُونَارْدُوفْنَا كْنِيبَر-تْشِيخُوفَا (بالروسية: Ольга Леонардовна Книппер-Чехова)‏ (21 سبتمبر [9 سبتمبر بالتقويم القديم] 1868م  –  22 مارس 1959م) كانت ممثلة مسرحية روسية وسوفيتية. وكانت زوجة أنطون تشيخوف.
كانت كنيبر بين الأعضاء الأصليين الـ39 في مسرح موسكو للفنون عند تأسيسيه عام 1898م على يَدَيْ قسطنطين ستانيسلافسكي. وجَسَّدَتْ دور أركادينا في مسرحية النَّوْرَس (1898م)، ولعبت دور إلينا في مسرحية العم فانيا (1899م) في العرض الأول للمسرحية في موسكو، وكانت كذلك أول من لعب دور ماشا في الأخوات الثلاث (1901م) والمدام رَانْيفْسْكَايَا في بستان الكرز (1904م). وقد تَزَوَّجَتْ من أنطون تشيخوف مؤلف هذه المسرحيات عام 1901م. ولعبت دور رانيفسكايا مرة أخرى في عام 1943م، وذلك في بمناسبة احتفال المسرح بالعرض رقم 300 لمسرحية بستان الكرز.

## النشأة
وُلِدَتْ كنيبر بتاريخ 21 سبتمبر [9 سبتمبر بالتقويم القديم] 1868م في مدينة غلازوف، كان والدها ليونارد أوغست كنيبر نمساويًّا، بينما كانت والدتها آنا إيفانوفنا فون سالتزا روسية تنحدر من أصل ألماني بلطيقيّ. وبالرغم من أن كِلَا وَالِدَيْهَا كانا من أصل ألماني، إلا أن أباها ادَّعَى أن روسيا هي أصل عائلتهم. وفي وقت ولادتها، كان أبوها ليونارد مسؤولًا عن مصنع في غلازوف، وهي بلدة صغيرة في شمال روسيا الأوروبية. وبعد ولادتها بعامَيْن، انتقلت عائلتها إلى موسكو حيث عاشوا بأسلوب حياة الطبقة المتوسطة العليا. تَرَعرَعَت أولغا بين شَقِيقَيْهَا كونستانتين وفلاديمير، وكانت مُدَلَّلَة. وارتادت مدرسة إناث خاصة، وكانت تتقن الفرنسية والألمانية والإنجليزية، وتَلَقَّتْ دروسًا في الموسيقى والغناء بعد أيام دراسية صعبة. وكان أداؤها بالرسم مبشرًا على نحو مُعْتَبَر، وكانت هي مرافقة نفسها في عزف البيانو حينما كانت تعزف لتسلية أصدقاءها وعائلتها في حفلات العشاء. ولكن والدها -الذي كان حريصًا على الالتزام بالأعراف الاجتماعية في البلد الذي تَبَنَّاه- أوضح أن طموحات أولغا يجب أن تَنْحَصِر في الحصول على زواج جيّد وأن تصبح ربة منزل. وأُجْبِرَتْ والدتها -التي كانت مغنية وعازفة بيانو موهوبة- في الماضي على التخلي عن أية آمال بالحصول على وظيفة في الفنون، فَشَعَرَت أن أولغا يجب أن تفعل الشيء ذاته.
في 1894م، توفي والد أولغا بشكل مفاجيء، وترك وراءه ابنته ذات الـ25 عامًا وأمها، وترك عليهما دُيُونًا لأنهم عاشوا في مستوًى يتعدى إمكانياتهم. ولتغطية نفقات المعيشة، بدأت أولغا وأمها بتقديم دروس في الموسيقى والغناء، وتَخَلَّتَا عن أربعة من خمسة خَدَم كانوا يعملون لديهم، وانتقلتَا للعيش في شقة أصغر. وكانت آمال أولغا بأن تصبح ممثلة مسرح لا تزال قائمة بعد. وكانت مُوَاصَلَة مَسَاعِيهَا بدون موافقة أمها والتخلي عن العلاقات في دائرتها الاجتماعية تَضْحِياتًا أرادت أولغا القيام بها، حيث كتبت: «حينما أريد حَقًّا شيئًا في حياتي، وأؤمن حَقًّا بإمكانية تحقيق ما أَرَدْتُ وأتصرف بحماس، فإني دائمًا ما أنجح ولم أندم أبدًا لسلوك طريقي الخاص.»

## المسيرة الفنية
التَحَقَتْ أولغا لفترة قصيرة بمدرسة الدراما الخاصة بمسرح مالي، ولكنها انسحبت منها بعد شهر واحد. وبمساعدة أمها المُتَرَدِّدَة التحقت بالمعهد الروسي للفنون المسرحية، وتَتَلْمَذَتْ على يَدَيْ فلاديمير نيميروفيتش-دانتشينكو الذي أصبح فيما بعدُ أحد مؤسسي مسرح موسكو للفنون. وقام نيميروفيتش بتقديم كنيبر وزميلها فسيفولود مايرهولد (الذي أصبح لاحقًا أحد أبرز الشخصيات في المسرح الروسي بعد الثورة) إلى قسطنطين ستانيسلافسكي.
وبِسِرِّيَّة مطلقة، اعترف نيميروفيتش لكنيبر ومايرهولد أنه كان يُخَطِّط مع ستانيسلافسكي لتأسيس شركة مسرحية جديدة. وأكَّد نيميروفيتش لذانك المُمَثِّلَيْن أنهما سَيُدْعَيَان للانضمام إلى هذه الشركة وأنهما سيساعدان في قيادتها إلى نجاح عظيم. وبعد العديد من الأسابيع، تَأَمَّن رأس مالٍ كافٍ لتأسيس الشركة. وحصل اجتماع للشركة في مدينة بوشكينو حيث خاطب ستانيسلافسكي كنيبر ومايرهولد وأعضاءًا آخرين وأخبرهم أنه يأمل أنهم جميعًا جاءوا لِيُكَرِّسُوا حياتهم لبناء «أول مسرح روسي عَقْلَانيّ، وأخلاقي، ومُتَاح لجميع العالم.»

## تشيخوف

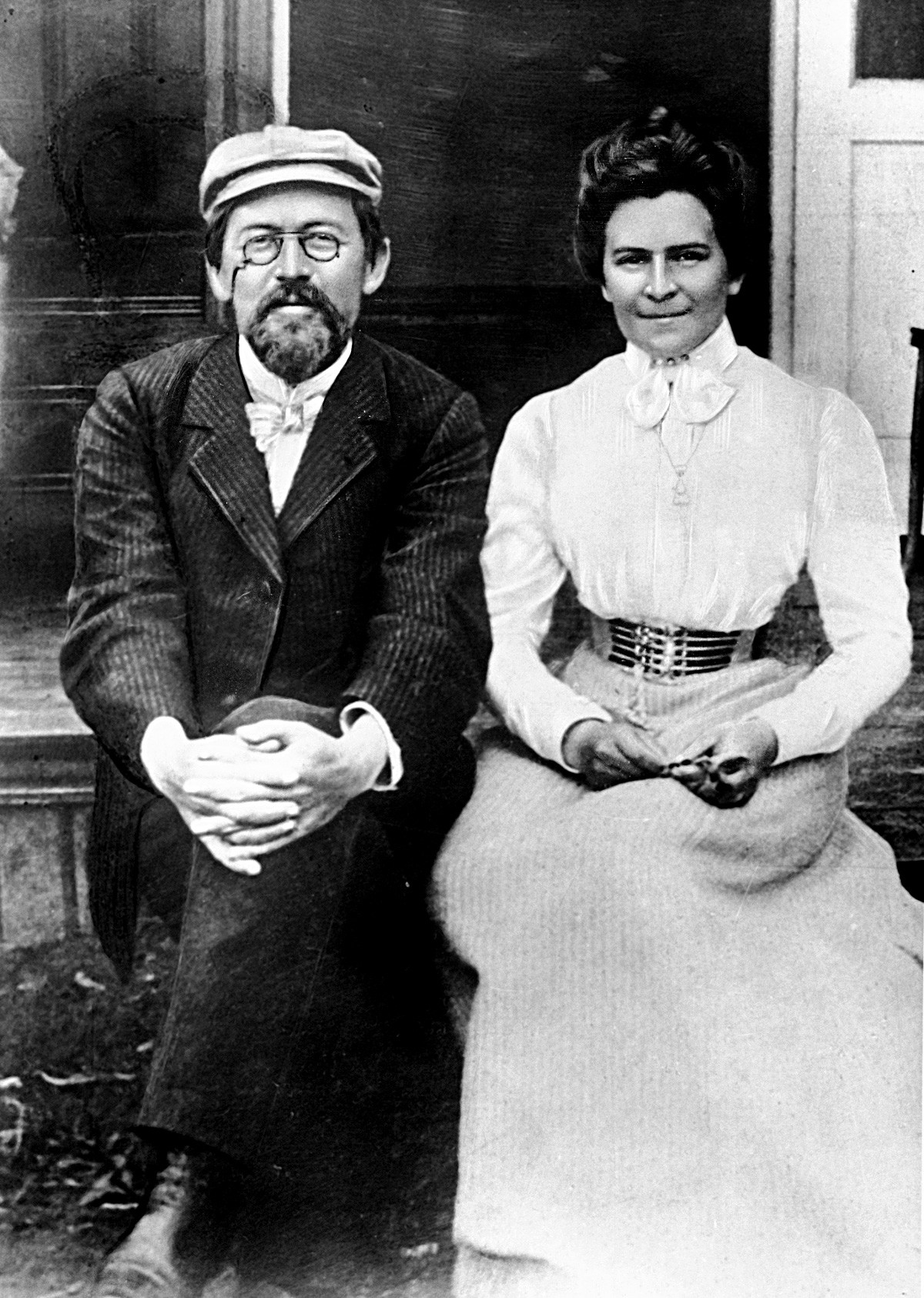
كنيبر مع زوجها تشيخوف في شهر العسل الخاص بهما عام 1901م

بينما كانت تَتَدَرَّب على مسرحية النَّوْرَس في 9 سبتمبر -الذي كان عيد ميلاد أولغا الـ30- التَقَتْ بأكثر الأدباء الروسيين العازبين جَدَارَة ومؤلف مسرحية النورس: أنطون تشيخوف، الذي كان في الـ38 من عمره وقتها. تَبَادلت كنيبر وتشيخوف الرسائل المكتوبة وبرقيات التلغراف لعدة سنوات بعدها، بينما أصبحت أولغا أكثر معرفة بأخت تشيخوف الأصغر: ماشا. وتحولت رسائل المضايقة والمزاح إلى رسائل محبة وندم شديد بأنهما يسكنان بعيدًا جدًّا عن بعضهما البعض. وظهرت طبيعة أولغا الحقيقية من خلال رسائلها. حيث أن مزاجها المُنْفَعِل، وشخصيتها المُتَقَلِّبَة، جنبًا إلى جنب مع معنوياتها العالية التي تظهر من وقت لآخر أَبْقَتْ تشيخوف دائم الاهتمام بها. وفي شتاء عام 1900م، عاد تشيخوف من يالطا وتوجه إلى موسكو وبحوزته مسرحية جديدة يريد أن تكون أولغا هي بطلتها، حيث كتب لها: «لدي دور رائع لك في الأخوات الثلاث. أعطيني عشر روبلات وسأعطيك إياه وإلا سأعطيه لممثلة أخرى.»
كان هناك الكثير من أوجه التشابه بين شخصية أولغا كنيبر وبين الشخصية التي كتبها لها تشيخوف في مسرحية الأخوات الثلاث، وهي شخصية ماشا. وكانت كنيبر ستؤدي دور الأبنة الوُسْطَى بين ثلاث أخوات وأخ واحد. وكانت تلك الشخصية هي الوحيدة المتزوجة بين الأَشِقَّاء الأربعة وكذلك كانت «الأكثر إبداعًا وموهبة بين الأخوات الثلاث. ولم يُمَثِّل تجسيد دور امرأة يافعة تمتلك الثقافة والأخلاق وتتحدث الفرنسية، والألمانية، والإنجليزية، وعازفة بيانو من الدرجة الأولى» أي مشكلة بالنسبة لكنيبر التي كانت تمتلك تلك المهارات مُسْبَقًا. وتَلَقَّت كنيبر الكثير من المديح في أداءها لشخصية ماشا، وهذا ما جلب السعادة لتشيخوف.
وتزوج أنطون تشيخوف وأولغا كنيبر أخيرًا بتاريخ 25 مايو 1901م في كنيسة تمجيد الصليب. كان زواجًا صغيرًا غير مخطط له لم يعلم به سوى عدد قليل من الناس كان من ضمنهم أم وأخت تشيخوف، وأم أولغا. وتضايق الكثير من الأصدقاء المقربين وأفراد العائلة بسبب سِرِّيَّة الزواج. وانتهى ذلك الزواج بوفاة تشيخوف سنة 1904م بمرض السلّ.
وفي سنة 1902م زُعِم أن أولغا خضعت لعملية إجهاض لحمل خارج الرحم. من المؤكد أن ذلك الحمل حصل في فترة كانت هي وتشيخوف يعيشان بعيدًا عن بعضهما لفترة مؤقتة وأن تشيخوف لا يمكن أن يكون هو الأب؛ حيث ادَّعَت أولغا أن الحمل ظهرت أعراضه عليها في الأسبوع السادس من عمر الجنين، كما أنها عانت من آثار شديدة بعد الحمل، وهو ما لا يمكن أن يكون إذا كان الجنين في الأسبوع السادس وقت إجراء العملية، وقد كان تشيخوف طبيبًا ليدرك ذلك.

## الوفاة
عَمِلَتْ أولغا ليوناردوفنا كنيبر-تشيخوفا في مسرح موسكو للفنون بقية حياتها. وفي 22 مارس 1959م، توفيت في موسكو، الاتحاد السوفيتي عن عُمْر ناهز الـ90 عامًا.

## قراءة إضافية
- Pitcher, Harvey. Chekhov's Leading Lady: a Portrait of the Actress Olga Knipper. New York and London: Franklin Watts, 1980.